# Max Payne (серијал)
Max Payne је серијал видео-игара, жанра пуцачине из трећег лица, насталих у периоду од 2001. до 2012. године. Игру су развили Ремеди ентертеинмент (Max Payne и Max Payne 2: The Fall of Max Payne) и Рокстар гејмс (Max Payne 3). Серијал је назван по свом протагонисти, Максу Пејну, полицијском детективу из Њујорка, који је кренуо путем освете, након што су његову породицу убили трговци дрогом. Први и други део серијала написао је Сам Лејк, док је Max Payne 3 првенствено написао продуцент Рокстар гејмса Дан Хоузер.
Прва игра серијала Max Payne, објављена је 2001. године за Windows и 2002. за Xbox, PlayStation 2 и Макинтош. Друга верзија игре је објављена за Гејм Бој Адванс 2003. године. Наставак под називом Max Payne 2: The Fall of Max Payne објављена је 2003. године за Xbox, PlayStation 2 и Microsoft Windows. 2008. године објављена је филмска адаптација, под називом Макс Пејн, која се базира на оригиналној игри, у дистрибуцији Твентит сенчури Фокса, са Марком Волбергом и Милом Кунис у главним улогама. Max Payne 3 развио је Рокстар гејмс и објавио 15. маја 2012. године за Xbox 360 и PlayStation 3, а 1. јуна 2012. за Мајкрософт винодуз.
Max Payne франшизу карактерише тзв. временски ефекат (енг. Bullet Time) који је популаризован од стране Матрикса. Позитивно је прихваћена од стране критичара, мада је продаја игре Max Payne 2 била неуспешна. До 2011. године игра Max Payne продата је у више од 7,5 милиона примерака. Освојила је велики број признања, укључујући и награду БАФТА. Филмска адаптација је добила негативне критике, али је била комерцијално успешна.